# Demografia della Slovacchia
La società slovacca è considerabile etnicamente omogenea, essendo la popolazione in larga maggioranza di etnia slovacca (oltre 4,5 milioni). I dati statistici sulla demografia slovacca sono raccolti principalmente dall'Istituto statistico della Repubblica Slovacca.
Secondo il dato aggiornato all'ultimo censimento generale, avvenuto nel 2021, la popolazione slovacca ammonta a 5 449 270 unità. La crescita annuale della popolazione è stata del +0,1%. Il numero di nascite per donna è stato statisticamente pari a 1,6 nel 2020, un dato superiore al dato dell'Unione europea, pari a 1,5. Nel 2020, l'aspettativa di vita dei residenti slovacchi dalla nascita era di 76,9 anni (donne: 80,4, uomini: 73,5). Nel 2020 l'età media della popolazione era di 41,2 anni, inferiore al valore europeo di 42,5. Nel 2018 la mortalità infantile si attestava al 5‰.

## Etnie

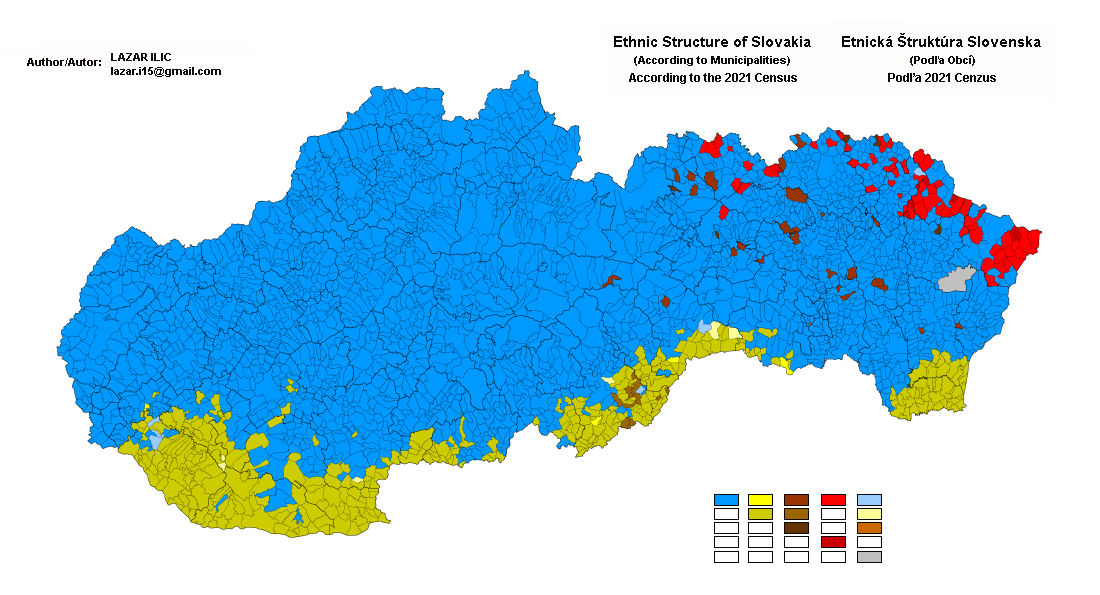
Composizione etnica della Slovacchia al 2021: Slovacchi (blu), Ungheresi (giallo), Rom (marrone), Russini (rosso)

Nei censimenti in Slovacchia viene fatta una distinzione tra “nazionalità” (národnosť), nel senso di appartenenza etnica, e “cittadinanza” (štátne občianstvo). Le informazioni sulla nazionalità si basano sull'autoclassificazione della popolazione e comprendono tutte le persone con residenza permanente sul territorio slovacco. La struttura etnica differisce dai risultati, in particolare la percentuale di rom è stimata significativamente più alta rispetto alle statistiche ufficiali. Il cosiddetto “Atlante delle comunità rom” (2013) ha fornito una stima di 402 840 rom (circa il 7,5%); Amnesty International ha stimato il numero tra 300 000 e 600 000 (dal 5 al 10% della popolazione). Nel censimento del 2011 erano presenti gravi imprecisioni. Nel suo studio del 2015, l’esperto rom slovacco Martin Šuvada ha stimato il numero totale dei rom slovacchi a 450 000 persone. I rom sono l'unica nazionalità in Slovacchia la cui maggioranza non identifica la propria etnia nei censimenti.
L'Istituto statistico della Repubblica slovacca (Štatistický úrad Slovenskej Republiky) ha fornito le seguenti informazioni per i 5 443 100 abitanti registrati nel 2017 (si riportano le 7 cittadinanze principali):
| Cittadinanza | Consistenza in percentuale | Numero    |
| ------------ | -------------------------- | --------- |
| Slovacchia   | 98,66                      | 5.370.237 |
| Rep. Ceca    | 0,25                       | 13.525    |
| Ungheria     | 0,19                       | 10.248    |
| Romania      | 0,12                       | 6.521     |
| Polonia      | 0,11                       | 5.758     |
| Germania     | 0,08                       | 4.083     |
| Ucraina      | 0,06                       | 3.482     |

Riguardo la composizione etnica, i dati ufficiali nei censimenti tenutisi dal 1950 al 2021 sono i seguenti:
|              | Censimento del 2021 | Censimento del 2021 | Censimento del 2011 | Censimento del 2011 | Censimento del 2001 | Censimento del 2001 | Censimento del 1991 | Censimento del 1991 | Censimento del 1980 | Censimento del 1970 | Censimento del 1961 | Censimento del 1950 |
| Nazionalità  | Numero              | %                   | Numero              | %                   | Numero              | %                   | Numero              | %                   | %                   | %                   | %                   | %                   |
| ------------ | ------------------- | ------------------- | ------------------- | ------------------- | ------------------- | ------------------- | ------------------- | ------------------- | ------------------- | ------------------- | ------------------- | ------------------- |
| slovacchi    | 4.567.547           | 83,8                | 4.352.775           | 80,7                | 4.614.854           | 85,8                | 4.519.328           | 85,7                | 86,5                | 85,5                | 85,3                | 86,6                |
| ungheresi    | 422.065             | 7,8                 | 458.476             | 8,5                 | 520.528             | 9,7                 | 567.296             | 10,8                | 11,2                | 12,2                | 12,4                | 10,3                |
| rom          | 67.179              | 1,2                 | 105.738             | 2,0                 | 89.920              | 1,7                 | 75.802              | 1,4                 | n. a.               | n. a.               | n. a.               | n. a.               |
| russini      | 23.746              | 0,4                 | 33.428              | 0,6                 | 24.201              | 0,4                 | 17.197              | 0,3                 | n. a.               | n. a.               | n. a.               | n. a.               |
| cechi        | 28.996              | 0,5                 | 30.367              | 0,6                 | 44.620              | 0,8                 | 52.884              | 1,0                 | 1,1                 | 1,0                 | 1,1                 | 1,2                 |
| ucraini      | 9.451               | 0,2                 | 7.430               | 0,1                 | 10.814              | 0,2                 | 13.281              | 0,3                 | 0,7                 | 0,9                 | n. a.               | 1,4                 |
| tedeschi     | 3.318               | 0,1                 | 4.690               | 0,1                 | 5.405               | 0,1                 | 5.414               | 0,1                 | n. a.               | n. a.               | n. a.               | n. a.               |
| moravi       | 1.098               | 0,0                 | 3.286               | 0,1                 | 2.348               | 0,0                 | 6.037               | 0,1                 | n. a.               | n. a.               | n. a.               | n. a.               |
| polacchi     | 3.771               | 0,1                 | 3.084               | 0,1                 | 2.602               | 0,0                 | 2.659               | 0,1                 | n. a.               | n. a.               | n. a.               | n. a.               |
| russi        | 3.245               | 0,1                 | 1.997               | 0,0                 | 1.590               | 0,0                 | 1.389               | 0,0                 | n. a.               | n. a.               | n. a.               | n. a.               |
| vietnamiti   | 2.793               | 0,1                 | n. a.               | n. a.               | n. a.               | n. a.               | n. a.               | n. a.               | n. a.               | n. a.               | n. a.               | n. a.               |
| bulgari      | 1.106               | 0,0                 | 1.051               | 0,0                 | 1.179               | 0,0                 | 1.400               | 0,0                 | n. a.               | n. a.               | n. a.               | n. a.               |
| croati       | 967                 | 0,0                 | 1.022               | 0,0                 | 890                 | 0,0                 | n. a.               | n. a.               | n. a.               | n. a.               | n. a.               | n. a.               |
| serbi        | 1.084               | 0,0                 | 689                 | 0,0                 | 434                 | 0,0                 | n. a.               | n. a.               | n. a.               | n. a.               | n. a.               | n. a.               |
| ebrei        | 596                 | 0,0                 | 631                 | 0,0                 | 218                 | 0,0                 | 134                 | 0,0                 | n. a.               | n. a.               | n. a.               | n. a.               |
| austriaci    | 537                 | 0.0                 | n. a.               | n. a.               | n. a.               | n. a.               | n. a.               | n. a.               | n. a.               | n. a.               | n. a.               | n. a.               |
| altri        | 16.213              | 0,3                 | 9.825               | 0,2                 | 5.350               | 0,1                 | 2.732               | 0,1                 | 0,4                 | 0,4                 | 1,2                 | 0,5                 |
| non indicata | 295.558             | 5,4                 | 382.493             | 7,0                 | 54.502              | 1,0                 | 8.782               | 0,2                 | n. a.               | n. a.               | n. a.               | n. a.               |
| Totale       | 5.449.270           | 100                 | 5.397.036           | 100                 | 5.379.455           | 100                 | 5.274.335           | 100                 | 100                 | 100                 | 100                 | 100                 |

### Nelle istituzioni
La Slovacchia, come Israele e alcuni altri Stati europei e asiatici, è descritta come una democrazia etnica con un “nazionalismo costituzionale”, ove “il dominio di un gruppo etnico è istituzionalizzato”. Il preambolo della Costituzione slovacca esprime la base ideologica etnonazionale della Repubblica slovacca:
()
Questo preambolo definisce il popolo slovacco come un popolo statale. Pertanto il preambolo non sottolinea la sovranità basata sui cittadini, ma sulla nazione etnica slovacca. La Costituzione slovacca proibisce ogni discriminazione nei confronti delle minoranze e garantisce loro il diritto di organizzarsi e la possibilità di autodeterminazione culturale, ma allo stesso è uno strumento per stabilire il dominio della maggioranza etnica. I diritti delle minoranze “non devono mettere in pericolo la sovranità o l’integrità territoriale della Slovacchia né causare discriminazioni contro il resto della popolazione”. Secondo Robert J. Kaiser in uno studio del 2014, la Costituzione slovacca del 1992 sostiene chiaramente che “la Slovacchia per gli slovacchi” è la base su cui viene costruito lo Stato nazionale.

### Migrazioni
La Slovacchia non è uno dei tradizionali paesi di destinazione dei migranti e, secondo l’Organizzazione internazionale per le migrazioni, è un “paese culturalmente omogeneo” che non è stato toccato dall'aumento della migrazione nel XX secolo. Fino a poco tempo fa la Slovacchia era interessata quasi esclusivamente dall’emigrazione, con i cittadini che lasciavano il paese per una serie di motivi. All'inizio del Novecento la Slovacchia era una delle zone del mondo con la maggiore emigrazione. Già prima della prima guerra mondiale emigrarono negli Stati Uniti circa 600 000 slovacchi; nel periodo tra le due guerre si aggiunsero altri 200 000 residenti che lasciarono il Paese soprattutto per motivi economici. Dopo che i comunisti salirono al potere nel 1948 ci fu un'ulteriore emigrazione, stavolta per ragioni politiche. Si stima che tra il 1948 e il 1989 il numero degli emigranti provenienti da tutta la Cecoslovacchia sia stato di circa 440 000. L'emigrazione di massa ebbe molte conseguenze negative per il Paese, tra le quali la diminuzione del numero dei giovani e, in alcuni casi, l'emigrazione di numerosi residenti particolarmente formati (la cosiddetta fuga di cervelli).
La situazione è cambiata quando la Slovacchia è entrata nell’Unione europea e nell'area Schengen. Da allora il numero dei migranti illegali è diminuito, mentre il numero dei migranti legali è aumentato di otto volte. Anche se la Slovacchia ha registrato tra il 2004 e il 2008 il secondo più alto aumento del numero della sua popolazione straniera tra tutti i paesi dell’UE, la percentuale di stranieri nella popolazione rimane a un livello basso. Al 2022 la percentuale di stranieri sulla popolazione slovacca totale era del 5,13%, rendendo questo il terzo dato più basso tra tutti i Paesi membri dell'UE. Di questi, inoltre, oltre i due terzi (il 67,5%) proviene dai paesi vicini: Cechia, Ungheria, Polonia, Austria e Ucraina. A seguito dell'invasione russa dell'Ucraina del 2022, un gran numero di ucraini si è spostato verso la Slovacchia: essi rappresentano, infatti, il 56,3% di tutti gli stranieri nel Paese, con 156 881 persone. Il secondo gruppo più numeroso di cittadini stranieri in Slovacchia sono le persone con cittadinanza dell'Europa sudorientale e russa (12,3%). Il 4,6% degli stranieri presenti in Slovacchia è di origine asiatica. Su un totale di 60 242 domande d'asilo presentate dal 1993, solo 926 persone hanno ottenuto l'asilo e 853 persone hanno ottenuto la protezione sussidiaria come ulteriore forma di protezione internazionale. Nel 2022 in Slovacchia sono state presentate 547 domande di asilo, di cui complessivamente è stato concesso asilo a 8 persone.

## Lingue

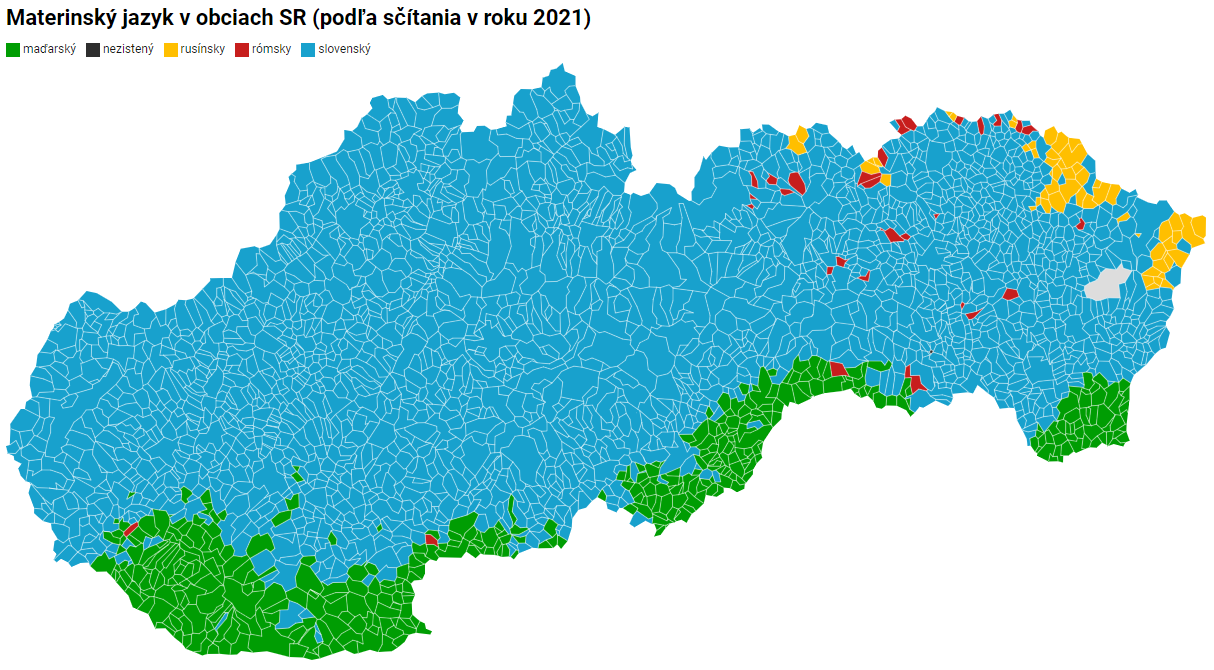
Lingua madre secondo il censimento del 2021 al livello comunale: slovacco (blu), ungherese (verde), russino (giallo), romaní (rosso)

Secondo l'articolo 6 della Costituzione, lo slovacco è la lingua ufficiale; insieme al casciubo, al polacco, al sorabo e al ceco, appartiene al ramo slavo occidentale delle lingue slave. Lo slovacco è una lingua flessiva con sei casi grammaticali ed è divisa in tre grandi gruppi dialettali: occidentale, centrale e orientale. L'ortografia è basata sull'alfabeto latino e contiene un totale di 46 lettere, 17 delle quali hanno segni diacritici e tre digrammi. Con l'adesione della Slovacchia all'UE nel 2004, lo slovacco è diventato una delle lingue ufficiali dell'Unione.
L'ungherese è ampiamente parlato nella Slovacchia meridionale, mentre il russo si trova principalmente nella Slovacchia nordorientale, nella zona dei monti Beschidi inferiori. Il romaní è spesso parlato nelle comunità rom e il tedesco come lingua autoctona è quasi scomparso dal 1945, ad eccezione di alcune isole linguistiche minori. Nelle scuole primarie vengono insegnati l'inglese, il tedesco, l'italiano, il francese, lo spagnolo e il russo; la prima lingua straniera viene introdotta come materia obbligatoria nella terza elementare. Se la prima lingua straniera non è l'inglese, questo diventa materia obbligatoria come seconda lingua straniera dalla seconda media in poi.

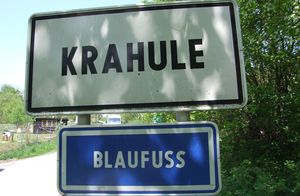
Cartello bilingue a Krahule, indicante anche la denominazione tedesca

Secondo la legge slovacca, le località con una minoranza sono quelle località in cui un gruppo di popolazione non slovacca costituiva almeno il 15% della popolazione totale in due o più censimenti. In questi luoghi la lingua minoritaria è utilizzata come seconda lingua ufficiale e anche la segnaletica sugli edifici pubblici è bilingue. Ad esempio nelle comunità slovacche centrali di Krahule e Kunešov il tedesco è la seconda lingua ufficiale.

## Religione

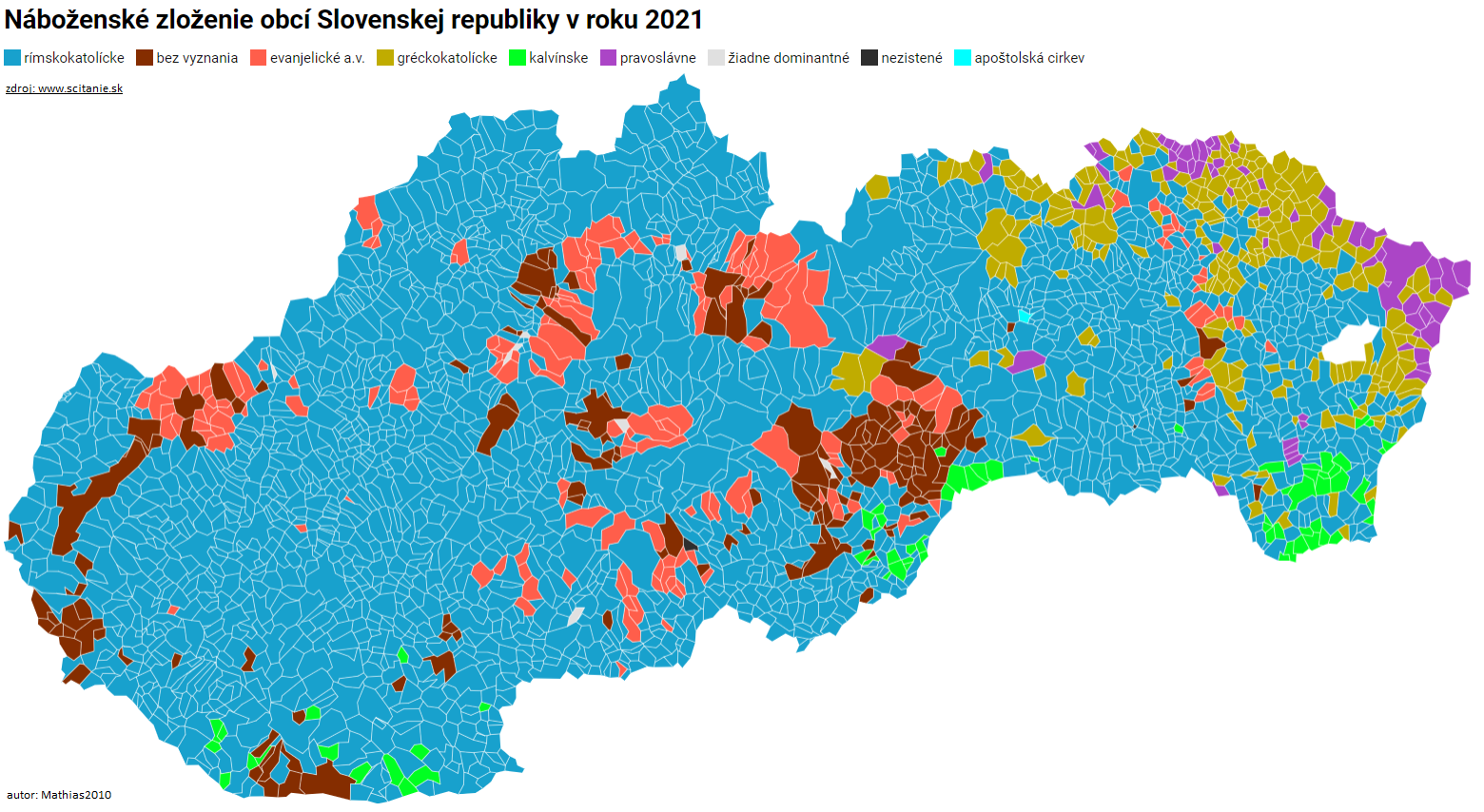
Distribuzione delle comunità religiose in Slovacchia nel 2021: romano-cattolica (blu), evangelica (rossa), greco-cattolica (giallo), riformata (verde), ortodossa (viola), apostolica (turchese), atei (marrone)

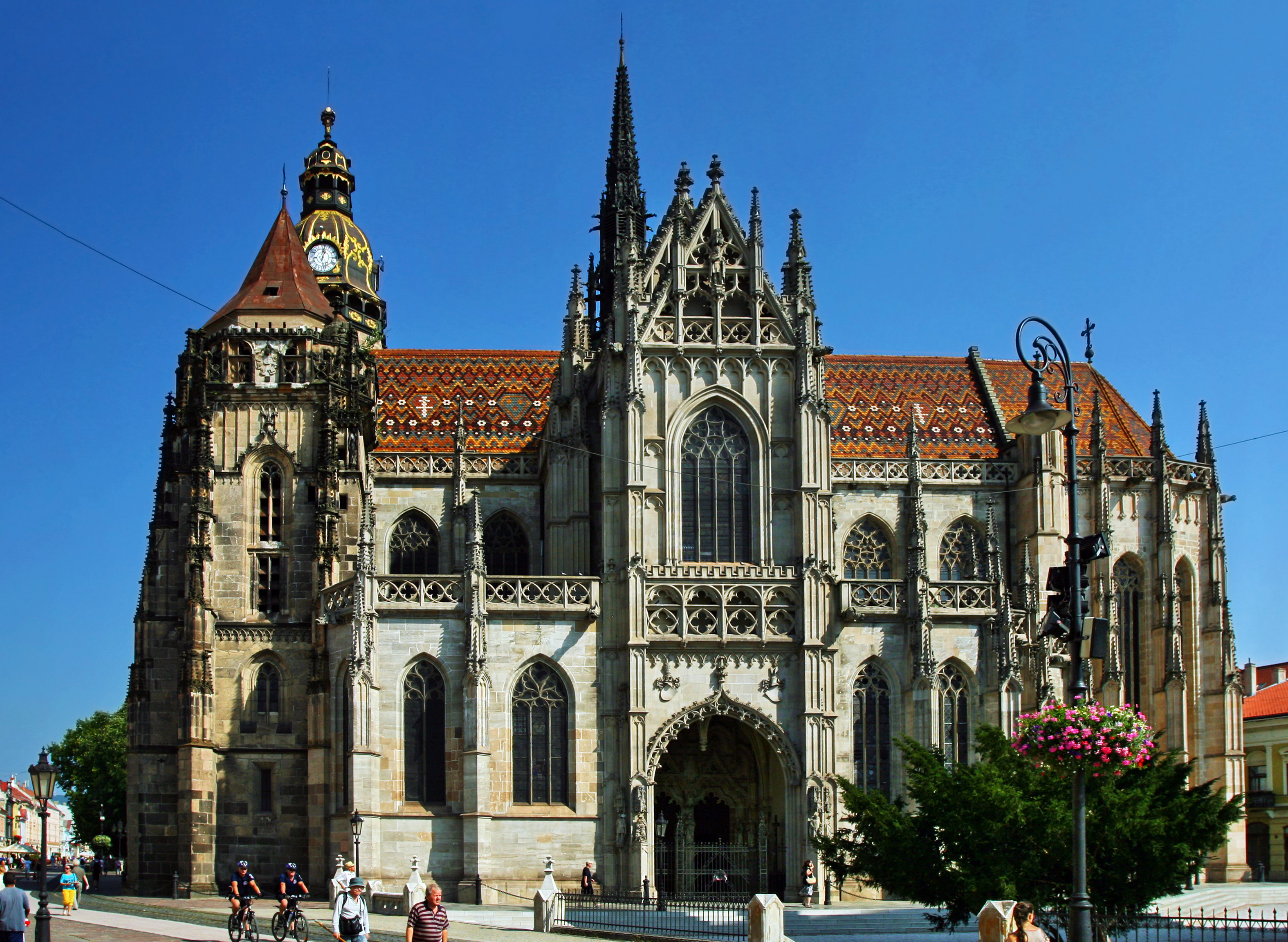
La Cattedrale di Sant'Elisabetta di Košice

La Slovacchia è un paese con una tradizione cristiana influenzata dall’Occidente. La Costituzione slovacca garantisce la libertà religiosa. Secondo l'ultimo censimento del 2021, circa il 70% della popolazione appartiene a una delle confessioni cristiane, mentre circa il 25% della popolazione non è religiosa. La più grande confessione cristiana è la Chiesa cattolica romana, alla quale aderisce il 55,8% della popolazione. Un'altra fede tradizionalmente rappresentata è la Chiesa evangelica luterana, la cui quota rappresenta il 5,3% della popolazione; i credenti luterani sono presenti principalmente nella Slovacchia centrale e in alcune parti della Slovacchia occidentale. La terza comunità religiosa più grande in Slovacchia è la Chiesa greco-cattolica, alla quale aderisce il 4% della popolazione; Originariamente i credenti greco-cattolici appartenevano alla minoranza rutena, che si trova principalmente nel nord-est del paese. L'1,6% appartiene alla Chiesa evangelica riformata, concentrata prevalentemente nelle zone di lingua ungherese della Slovacchia. Altre comunità religiose, come gli ortodossi, i metodisti, i battisti e i testimoni di Geova costituiscono meno dell'1% della popolazione.
Nel 1938 in Slovacchia c'erano circa 120 000 ebrei, ma a causa dell'Olocausto e dell'emigrazione durante il comunismo il numero scese a circa 2 300 persone. Il numero ufficiale di musulmani in Slovacchia è stato determinato per la prima volta nel censimento del 2021 ed era di circa 3 900 persone, pari a meno dello 0,1% della popolazione. Il numero è aumentato negli ultimi anni a causa della migrazione. Insieme all'Estonia, la Slovacchia è l'unico paese dell'Unione europea in cui non esiste una moschea. Un inasprimento della legge nel 2016 ha fissato il numero minimo di membri di una comunità religiosa appena registrata a 50 000 membri, il che ha reso quasi impossibile il riconoscimento dei musulmani. Secondo il portavoce del Centro islamico di Bratislava, Ibrahim Mahmoud, attualmente nella Repubblica slovacca vivono circa 5.000 musulmani, che però appartengono a scuole diverse e non si sentono rappresentati da nessuno.
A un sondaggio commissionato dalla Commissione europea nell’ambito dell’Eurobarometro nel 2020, la popolazione slovacca ha risposto che la religione è importante per il 38% delle persone, mentre per il 34% non è né importante né irrilevante e per il 28% non è importante.
|                                              | Censimento del 2021 | Censimento del 2021 | Censimento del 2011 | Censimento del 2011 | Censimento del 2001 | Censimento del 2001 | Censimento del 1991 | Censimento del 1991 |
| Confessione religiosa                        | Numero              | %                   | Numero              | %                   | Numero              | %                   | Numero              | %                   |
| -------------------------------------------- | ------------------- | ------------------- | ------------------- | ------------------- | ------------------- | ------------------- | ------------------- | ------------------- |
| romano-cattolica                             | 3.038.511           | 55,8                | 3.347.277           | 62,0                | 3.708.120           | 68,9                | 3.187.120           | 60,4                |
| evangelica luterana                          | 286.907             | 5,3                 | 316.250             | 5,9                 | 372.858             | 6,9                 | 326.397             | 6,2                 |
| greco-cattolica                              | 218.235             | 4,0                 | 206.871             | 3,8                 | 219.831             | 4,1                 | 178.733             | 3,4                 |
| riformata                                    | 85.271              | 1,6                 | 98.797              | 1,8                 | 109.735             | 2,0                 | 82.545              | 1,6                 |
| ortodossa                                    | 50.677              | 0,9                 | 49.133              | 0,9                 | 50.363              | 0,9                 | 34.376              | 0,7                 |
| congregazioni cristiane                      | 18.553              | 0,3                 | 7.720               | 0,1                 | 6.519               | 0,1                 | 700                 | 0,0                 |
| testimoni di Geova                           | 16.416              | 0,3                 | 17.222              | 0,3                 | 20.630              | 0,4                 | 10.501              | 0,2                 |
| apostolica                                   | 9.044               | 0,2                 | 5.831               | 0,1                 | 3.905               | 0,1                 | 1.116               | 0,0                 |
| buddista                                     | 6.722               | 0,1                 | n. a.               | n. a.               | n. a.               | n. a.               | n. a.               | n. a.               |
| battista                                     | 3.883               | 0,1                 | 3.486               | 0,1                 | 3.562               | 0,1                 | 2.465               | 0,0                 |
| musulmana                                    | 3.862               | 0,1                 | n. a.               | n. a.               | n. a.               | n. a.               | n. a.               | n. a.               |
| Fratelli di Plymouth                         | 3.440               | 0,1                 | 3.396               | 0,1                 | 3.217               | 0,1                 | 1.867               | 0,0                 |
| metodista                                    | 3.018               | 0,1                 | 10.328              | 0,2                 | 7.347               | 0,1                 | 4.359               | 0,1                 |
| avventista                                   | 3.001               | 0,1                 | 2.915               | 0,1                 | 3.429               | 0,1                 | 1.721               | 0,0                 |
| ebraista                                     | 2.007               | 0,0                 | 1.999               | 0,0                 | 2.310               | 0,0                 | 912                 | 0,0                 |
| vetero-cattolica                             | 1.778               | 0,0                 | 1.687               | 0,0                 | 1.733               | 0,0                 | 882                 | 0,0                 |
| induista                                     | 975                 | 0,0                 | n. a.               | n. a.               | n. a.               | n. a.               | n. a.               | n. a.               |
| hussita                                      | 581                 | 0,0                 | 1.782               | 0,0                 | 1.696               | 0,0                 | 625                 | 0,0                 |
| di Gesù Cristo dei santi degli ultimi giorni | 377                 | 0,0                 | 972                 | 0,0                 | 58                  | 0,0                 | 91                  | 0,0                 |
| Bahá'í                                       | 311                 | 0,0                 | 1.065               | 0,0                 | n. a.               | n. a.               | n. a.               | n. a.               |
| neo-apostolica                               | 73                  | 0,0                 | 166                 | 0,0                 | 22                  | 0,0                 | 188                 | 0,0                 |
| altri cristiani senza specificazione         | 10.811              | 0,2                 | n. a.               | n. a.               | n. a.               | n. a.               | n. a.               | n. a.               |
| pagana                                       | 4.007               | 0,1                 | n. a.               | n. a.               | n. a.               | n. a.               | n. a.               | n. a.               |
| Movimenti ad hoc                             | 16.186              | 0,3                 | n. a.               | n. a.               | n. a.               | n. a.               | n. a.               | n. a.               |
| altre                                        | 14.685              | 0,3                 | 23.340              | 0,4                 | 6.214               | 0,1                 | 6.094               | 0,1                 |
| non religiosi                                | 1.296.142           | 23,8                | 725.362             | 13,4                | 697.308             | 13,0                | 515.551             | 9,8                 |
| non specificato                              | 353.797             | 6,5                 | 571.437             | 10,6                | 160.598             | 3,0                 | 917.835             | 17,4                |
| Totale                                       | 5.449.270           | 100                 | 5.397.036           | 100                 | 5.379.455           | 100                 | 5.274.335           | 100                 |